# Protojerej
Protojerej (z stgr. πρωτοιερεύς, protohiereús – pierwszy kapłan) – w Cerkwi prawosławnej i części katolickich Kościołów wschodnich przełożony kleru katedralnego lub zwierzchnik większej parafii. Stanowisko protojereja odpowiada stanowisku dziekana kapitulnego – prałata kapituły katedralnej lub kolegiackiej.